# Peter DeFazio
Peter Anthony DeFazio (Needham, Massachusetts; 27 de mayo de 1947) es un político estadounidense. Desde 1987 se desempeña como representante de los Estados Unidos por el 4.º distrito congresional de Oregón, siendo decano de la delegación del estado al Congreso.

## Formación y trayectoria
DeFazio sirvió en la Fuerza Aérea de los Estados Unidos de 1967 a 1971. Se graduó de la Universidad Tufts en 1969 con un B.A. y de la Universidad de Oregón
en 1977 con una Maestría en Artes.
DeFazio trabajaba como gerontólogo.

## Carrera política
La Cámara de Representantes de los Estados Unidos
DeFazio votó en contra de la Ley de Telecomunicaciones de 1996, sólo 16 representantes se opusieron a la legislación, y después, la mayor parte de sus compañeros demócratas se dieron cuenta de que "eran idiotas" por apoyar el proyecto de ley conservador, según DeFazio. En especial, DeFazio puso objeciones a una disposición que desregulara a la industria de cablevisión.
DeFazio fue el único Representante de Oregón que estuvo en contra del Tratado de Libre Comercio de América del Norte y de GATT.
The Congressional Progressive Caucus fue establecido por DeFazio, entre otros, en 1991 y hoy cuenta con 83 Representantes.
La comisión aboga por acceso universal a asistencia médica asequible, comercio justo, buenos sueldos, el derecho universal de sindicarse y contratos colectivos de trabajo, la derogación de muchos artículos de la Ley Patriótica, la legalización de matrimonio entre personas del mismo sexo, la reforma de finanzas electorales, una retirada completa de la Guerra de Irak, aumentar el impuesto sobre la renta a los más pudientes y rebajar los impuestos a los pobres.